# 엔게
엔게(일본어: 演芸)는 관중을 앞에 두고 연기하는 일본의 예술이다. 엔게의 기원은 여러가지이지만, 에도 시대 중기에 요세라는 엔게를 위한 상설 흥행장을 설립하고 이후 연예은 체계화되어 갔다.